# Naunton Beauchamp
Naunton Beauchamp – wieś w Anglii, w hrabstwie Worcestershire, w dystrykcie Wychavon. Leży 114 km na południowy wschód od miasta Worcester i 51 km na północny zachód od Londynu. W 2001 miejscowość liczyła 139 mieszkańców.